# Vuelo del Concorde durante el eclipse de 1973
El 30 de junio de 1973, el avión supersónico Concorde 001 interceptó la trayectoria de un eclipse solar total y siguió la trayectoria de la totalidad mientras cruzaba África. Esta hazaña permitió a los pasajeros experimentar un eclipse solar total durante 74 minutos, la observación de eclipse total más larga. Durante el vuelo se llevaron a cabo cinco experimentos, pero su impacto científico fue limitado.

## Secuencia de eventos

### Preparación y período previo
En mayo de 1972, Pierre Léna, astrónomo del Observatorio de París, se reunió con el piloto de pruebas francés del Concorde, André Turcat, durante un almuerzo en un restaurante del aeropuerto de Toulouse para proponerle su idea de ver el eclipse de 1973 desde un avión. Léna describe este encuentro en su libro sobre el vuelo de 1973, Concorde 001 et l'ombre de la Lune (2015), mientras que Turcat lo describe en Un mythe éclipsé en Bulletin de l'Académie des sciences, Agriculture, arts et belles lettres d' Aix en Provence (2013). El astrofísico británico John Beckman había intentado anteriormente obtener permiso para utilizar el prototipo 002 Concorde para realizar un experimento similar, pero fue rechazado.
En otoño de 1972, le dijeron a Léna que él, Turcat y sus equipos podían empezar a trabajar, pero que no se tomaría ninguna decisión firme sobre el vuelo antes de febrero de 1973. El 2 de febrero se anunció que el vuelo continuaría. Los científicos pudieron realizar un vuelo de prueba con su equipo el 17 de mayo de 1973, en su primer vuelo supersónico. El último vuelo de ensayo de 2 horas y 36 minutos tuvo lugar el 28 de junio.

### 30 de junio de 1973

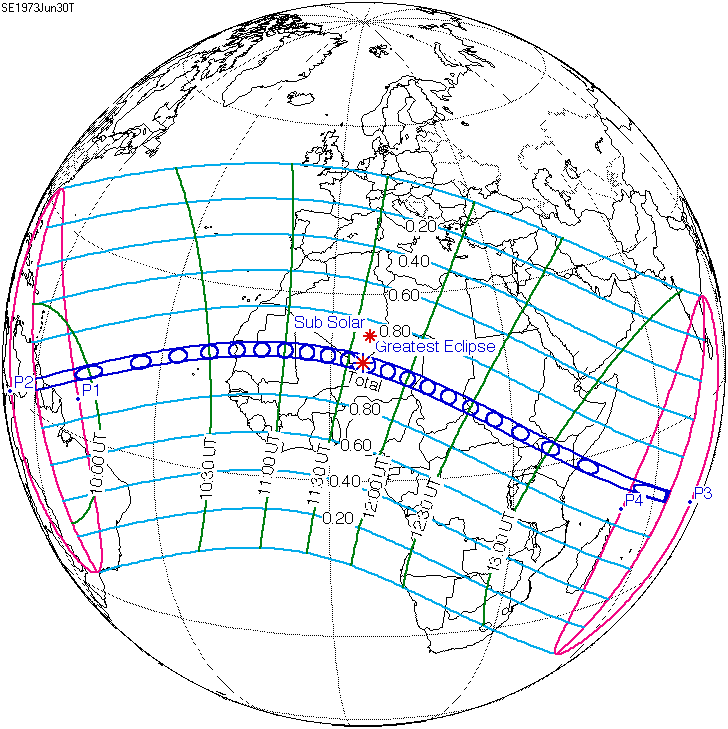
El camino de la totalidad del eclipse.

A las 10:08 GMT del 30 de junio de 1973, el Concorde 001 partió de Las Palmas de Gran Canaria, Gran Canaria,  pilotado por André Turcat y Jean Dabo. A bordo del vuelo iban Turcat y Dabo; el mecánico de vuelo Michel Rétif; el radionavegador Hubert Guyonnet; Henri Perrier; y los astrónomos Léna, Beckman, Donald Hall, Donald Liebenberg, Alain Soufflot, Paul Wraight y Serge Koutchmy.
El avión interceptó la trayectoria de la totalidad sobre Mauritania dentro de 1 segundo del tiempo que habían planeado el encuentro, y voló a una altitud de 58 000 pies a Mach 2. Mauritania cerró su espacio aéreo al tráfico aéreo comercial para garantizar el éxito del vuelo del Concorde. El avión voló a la sombra de la luna sobre el Sáhara, incluidos Mali, Nigeria y Níger, antes de aterrizar en Fort-Lamy (actual Yamena), Chad.
En la Tierra, la visualización más larga posible de la totalidad de este eclipse desde un lugar fijo fue de 7 minutos y 4 segundos. El Concorde experimentó 74 minutos de totalidad con un segundo contacto extendido de 7 minutos y un tercer contacto extendido de 12 minutos.

## Aeronave

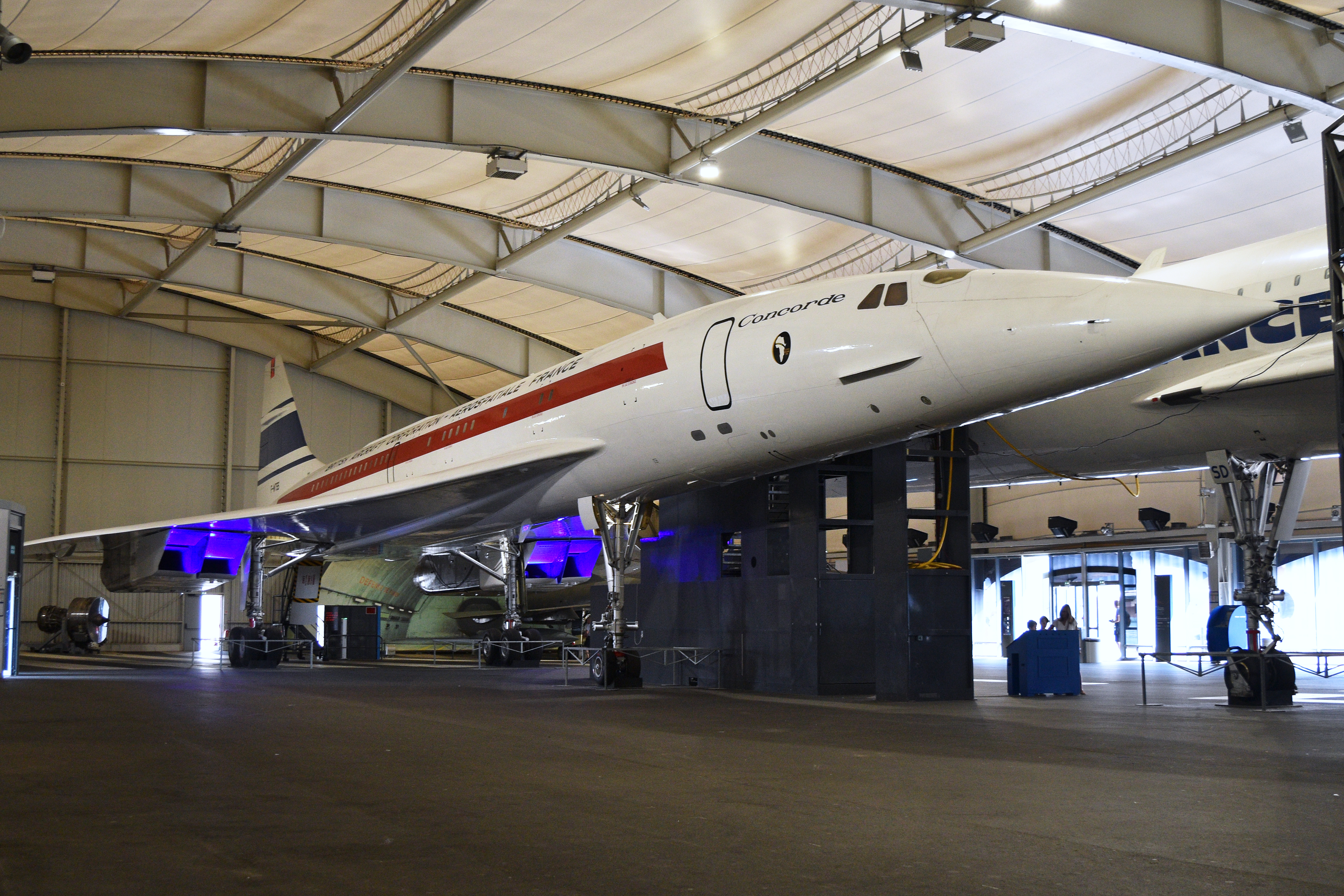
Concorde F-WTSS en exhibición. Nótese la calcomanía conmemorando el eclipse debajo de las letras «Concorde».

El prototipo Concorde 001 original realizó su primer vuelo de prueba en 1969 desde el aeropuerto de Toulouse. La versión modificada específica del avión utilizado para este experimento fue el Concorde 001 registrado como F-WTSS. El avión tiene cuatro motores Olympus 593 de doble bobina y dos sistemas de guía inercial a bordo. En el techo del fuselaje del avión se instalaron cuatro ojos de buey especialmente diseñados para facilitar la visión del Sol. Se instalaron cámaras ópticas y de infrarrojos en las ventanillas del techo del avión para capturar la corona del Sol con menos interferencia atmosférica que la que habría desde tierra.
El F-WTSS se exhibe ahora como exposición en el Museo del Aire y del Espacio de Francia junto con el Air France Concorde 213 registrado como F-BTSD.

## Observaciones científicas
Se llevaron a cabo cinco experimentos durante el vuelo del Concorde 001 de 1973. Léna y su equipo (Université Paris) centraron sus esfuerzos en estudiar la corona F (la parte exterior de la corona del Sol, formada por partículas de polvo). Wraight (Universidad de Aberdeen) midió los efectos del eclipse sobre los átomos de oxígeno en la atmósfera terrestre a través de una ventanilla lateral. Liebenberg (Universidad de California, Los Alamos Scientific Laboratories) midió pulsaciones en la intensidad de la luz, mientras que Beckman (Queen Mary College) observó las emisiones de infrarrojo lejano de la cromosfera.

## Legado
Aunque este evento atrajo una amplia y duradera atención de los medios, los investigadores solares generalmente están de acuerdo en que el vuelo del Concorde ha tenido un impacto científico limitado. Kevin Reardon, del Observatorio Solar Nacional, dijo sobre el vuelo: «Curiosamente, nunca se publicaron resultados significativos del esfuerzo. [...] La producción científica general no fue tan notable como el vuelo en sí». El propio Léna ha admitido: «Los cinco experimentos tuvieron éxito, pero ninguno revolucionó nuestra comprensión de la corona» y que «[los experimentos] todos desempeñaron su papel en la progresión normal del conocimiento científico, pero no hubo resultados extraordinarios. resultados».
El 11 de agosto de 1999, tres aviones Concorde, uno de Francia y dos del Reino Unido, llevaron a cabo una hazaña similar llevando turistas en lugar de científicos. Los pasajeros pagaron 2.400 dólares, pero experimentaron sólo cuatro o cinco minutos de totalidad, lo que era difícil de ver debido a las pequeñas ventanas del avión y a la ubicación del sol. Se planeó un vuelo similar para el eclipse solar del 21 de junio de 2001, pero fue cancelado después del accidente aéreo del vuelo 4590 de Air France en 2000. La persecución aérea de eclipses se ha intentado con éxito en otros aviones no supersónicos, incluido el Boeing 787-9 Dreamliner (E-Flight 2019-MAX) de LATAM Airlines, y el jet Gulfstream V 2024.
Los 74 minutos de totalidad del Concorde siguen siendo la observación de eclipse total más larga.